# Соломахинский проезд
Солома́хинский проезд — улица в Кировском районе Санкт-Петербурга. Соединяет проспект Стачек и Ленинский проспект в 320 метрах к востоку от Кронштадтской площади. Протяжённость улицы — 330 метров.

## История
Во второй четверти XIX века на Петергофской дороге южнее реки Красненькой возникло поселение немецких колонистов Шеферов (Шефферов) и Берчей. В районе поселения от дороги отходили два проезда. Один из них проходил южнее, в районе современной Кронштадтской площади, другой, проходивший севернее, — у психиатрической больницы Всех Скорбящих (с 1922 года — больница имени Фореля, после Великой Отечественной войны — Кировский городок), за современный Ленинский проспект. В конце XIX века появляется наименование Шеф(ф)ерский (Шеф(ф)еров) переулок, по фамилии немецких колонистов Шеф(ф)еров. Это наименование распространялось то на один, то на другой проезд.
Впоследствии, в советское время, проезд, проходивший южнее, стал называться Новой улицей, а за северным проездом закрепилось наименование Шеферский переулок или Шеферская улица.
При застройке Дачного во второй половине 1940-х годов возник ряд новых проездов, которые получили свои названия по Шеферскому переулку/Шеферской улице (одной из них была выделившаяся из переулка 1-я Шеферская улица, современная улица Подводника Кузьмина). Однако в 1950 году все Шеферские улицы были переименованы, и Шеферская улица стала Прое́зжей улицей. Название связано с тем, что улица являлась проездом в посёлок Дачное.
При застройке Дачного в 1960—1970-х годах Новая улица исчезла, а наименование «Проезжая улица» вышло из употребления, и проезд, укороченный до проспекта Героев (ныне Ленинского), стал безымянным.
6 ноября 1997 года указом губернатора Санкт-Петербурга этот проезд был назван Соломахинским — в честь командира 106-го отдельного моторизованного инженерного батальона Ивана Ивановича Соломахина.

## Здания и сооружения
По Соломахинскому проезду имеют адрес два сооружения, расположенных на территории жилого комплекса «Монплезир»:
- № 3 — трансформаторная будка
- № 7 — будка охраны

Чётная сторона пронумерована по проспектам Стачек и Ленинскому (в направлении от проспекта Стачек): № 172, 170, 168 по проспекту Стачек, № 116 по Ленинскому проспекту. Дом № 172 по проспекту Стачек является памятником архитектуры — как жилой дом Кировского городка.

## Транспорт
- Метро: «Ленинский проспект» (1100 м), «Проспект Ветеранов» (1100 м)
- Общественный транспорт по Ленинскому проспекту и проспекту Стачек.

## Пересечения
- проспект Стачек
- Ленинский проспект